# رشته محبت (فیلم)
رشته محبت (به هندی: Dil Ka Rishta) فیلمی محصول سال ۲۰۰۳ و به کارگردانی شوبیر بوکسوالا و آدیتا رای است. در این فیلم بازیگرانی همچون آرجون رامپال، آیشواریا رای، ایشا کوپیکار، راکهی گولزار، پارش راوال، پریانشو چاترجی ایفای نقش کرده‌اند.